# Invitation au bonheur
Pour plus de détails, voir Fiche technique et Distribution.
Invitation au bonheur (Invitation to Happiness) est un film américain en noir et blanc réalisé par Wesley Ruggles, sorti en 1939.

## Synopsis
Albert 'King' Cole est un boxeur poids lourd talentueux qui a le potentiel pour gagner le championnat. Du moins c'est ce que pense son entraîneur, Henry « Pop » Hardy le pense. Celui-ci fait venir son ami, M. Wayne, pour parrainer Cole. Cole rencontre la fille de M. Wayne, Eleanor, femme arrogante, mais Cole parvient à attirer son attention. Vont-ils surmonter leurs différences et leurs obstacles ?

## Fiche technique
- Titre : Invitation to Happiness
- Titre original : Invitation to Happiness
- Réalisation : Wesley Ruggles
- Scénario : Claude Binyon d'après une histoire de Mark Jerome
- Production : Wesley Ruggles
- Société de production et de distribution : Paramount Pictures
- Musique : Friedrich Hollaender
- Photographie : Leo Tover
- Montage : Alma Macrorie
- Direction artistique : Hans Dreier et Ernst Fegté
- Costumes : Edith Head
- Pays d'origine : États-Unis
- Langue : anglais
- Format : noir et blanc - 35 mm - 1,37:1 - Son : Mono (Western Electric Mirrophonic Recording)
- Genre : Drame romantique
- Durée : 97 min
- Dates de sortie : 
  - États-Unis : 7 juin 1939 (New York)
  - France : 24 novembre 1939

## Distribution
- Irene Dunne : Eleanor Wayne
- Fred MacMurray : Albert 'King' Cole
- Charles Ruggles : Henry 'Pop' Hardy
- Billy Cook : Albert Cole Jr.
- William Collier Sr. : M. Wayne
- Marion Martin : Lola Snow
- Oscar O'Shea : Juge de divorce
- Burr Caruth : le majordome
- Eddie Hogan : le champion